# June Newton

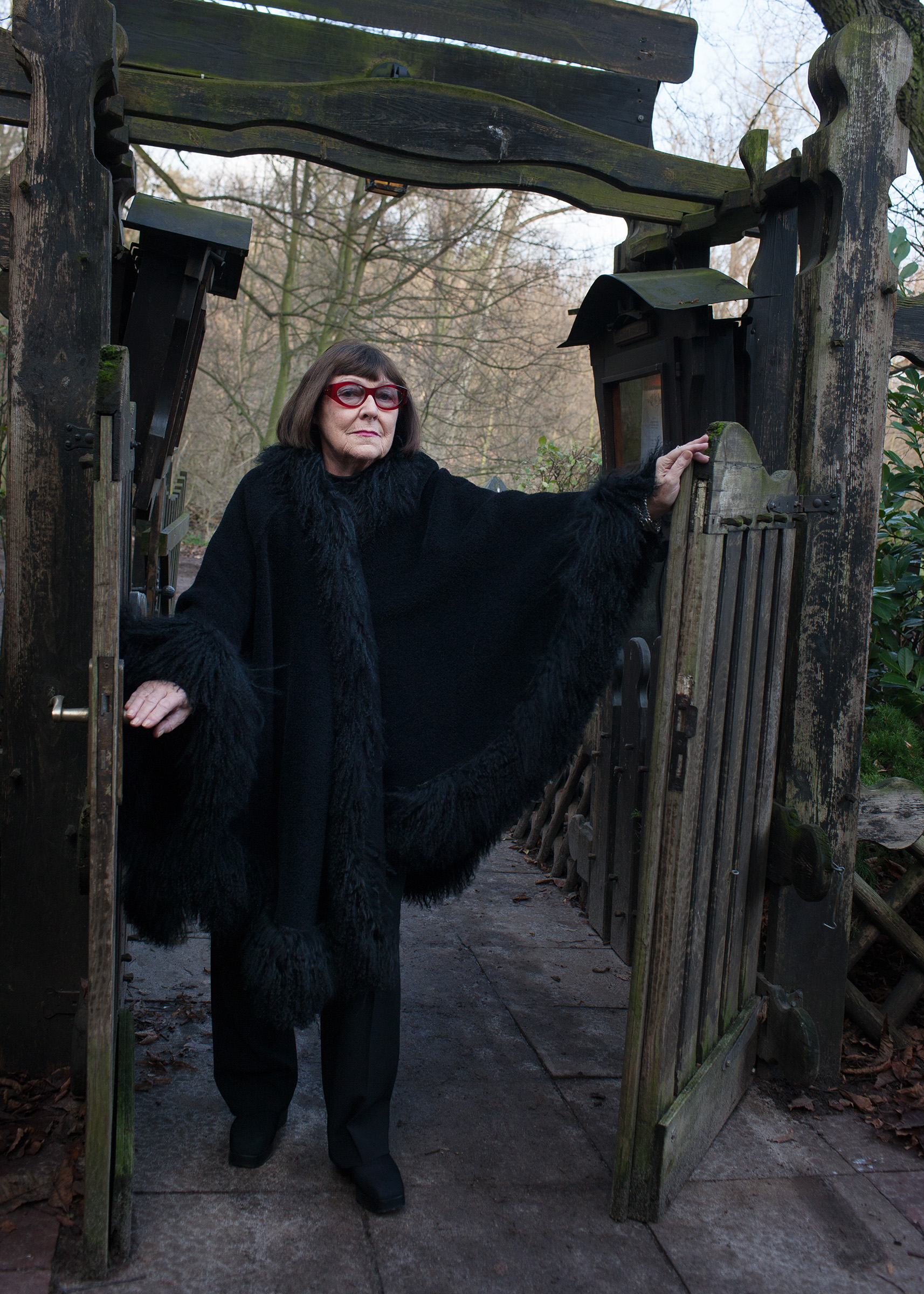
June Newton fotografiert von Oliver Mark, Berlin 2008

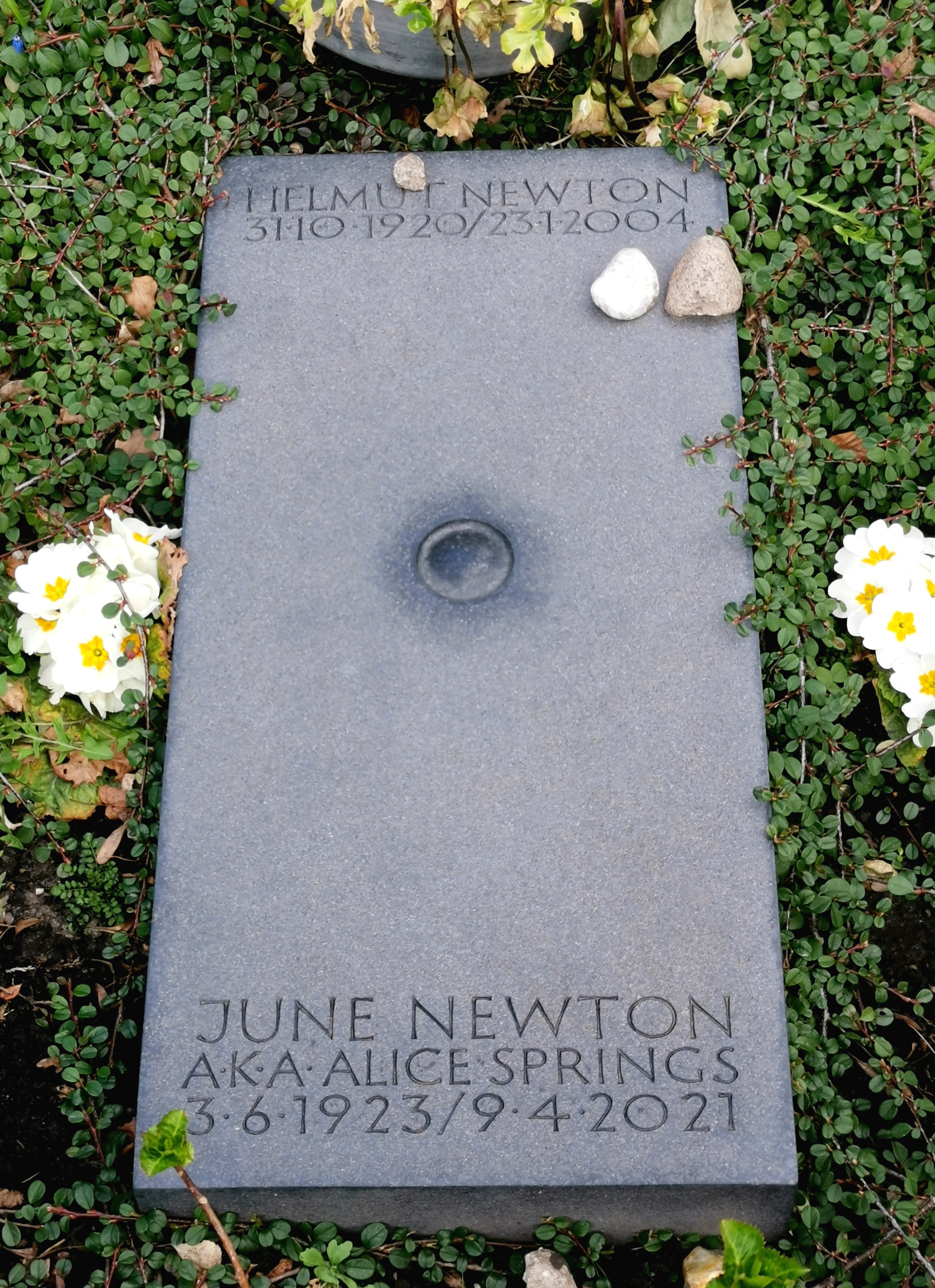
Grab der Eheleute auf dem Friedhof Schöneberg III

June Newton (* 3. Juni 1923 in Melbourne, Australien, als June Browne; † 9. April 2021 in Monte-Carlo) war eine australische Fotografin. Sie wurde unter dem Pseudonym Alice Springs bekannt. Sie war mit dem Fotografen Helmut Newton bis zu dessen Tod verheiratet.

## Leben
June Browne lernte den aus Deutschland vor den Nationalsozialisten geflohenen Fotografen Helmut Newton 1947 in dessen Fotostudio in Melbourne kennen. Ein Jahr später heirateten die beiden. Während Helmut Newton noch unbekannt war, hatte sie als Schauspielerin unter dem Pseudonym June Brunell erste Erfolge. Weil es ihren Mann zurück nach Europa zog, gingen sie 1956 zusammen zuerst nach London und Paris und nach kurzer Zeit zurück nach Melbourne. 1961 zogen sie schließlich nach Paris.
Im Jahre 1970 begann auch sie zu fotografieren. Nach eigener Darstellung machte sie ihre ersten Aufnahmen, als ihr Mann erkrankt war und sie erfolgreich für ihn einsprang. Da ihr Mann unter dem Namen Newton mittlerweile weltbekannt war, wählte sie das Pseudonym Alice Springs. Anfangs arbeitete sie vor allem für Anzeigenkampagnen und Magazine. Später konzentrierte sie sich ausschließlich auf die Porträtfotografie. Mit Aufnahmen prominenter Zeitgenossen hatte sie 1978 in Amsterdam ihre erste Einzelausstellung. 1983 folgte der erste Bildband.
Als Art Director betreute sie alle Ausstellungs- und Buchprojekte ihres Mannes. Für den französischen Sender Canal Plus drehte sie die Dokumentation Helmut by June. Ebenso war sie immer wieder auch Modell für ihren Mann. Die privaten Fotos, die das Paar gegenseitig von sich machte, erschienen 1998 in dem Bildband Us and Them.
An ihrem Geburtstag im Juni 2004 eröffnete sie das Museum für Fotografie in Berlin, das die Sammlung ihres kurz zuvor verstorbenen Mannes beherbergt. Zur Eröffnung wurden die um neue Bilder ergänzten Ausstellungen Us and Them und Sex and Landscapes gezeigt. Einen Tag zuvor war die Urne Helmut Newtons auf dem Friedhof Schöneberg III in Berlin beigesetzt worden. Seit dem Jahr 2005 werden im Berliner Museum innerhalb des June’s Room in wechselnden Ausstellungen Werke von Alice Springs ausgestellt.
June Newton lebte seit 1981 in Monte-Carlo. Die Wintermonate verbrachte das Paar regelmäßig in Kalifornien. Sie starb am 9. April 2021 in Monte-Carlo.

## Werke
- June Newton/Alice Springs: Portraits. Schirmer/Mosel, 1997, ISBN 3-88814-443-4.
- June Newton: Mrs. Newton Taschen Verlag, Köln 2004, ISBN 3-8228-3057-7.
- Helmut und June Newton: Us and Them. Scalo, ISBN 3-908247-10-1.
- June Newton: Photographs/Alice Springs. Taschen Verlag, Köln 2010, ISBN 978-3-8365-2579-4.
- Alice Springs: The Paris MEP Show (Multilingual Edition). 2017, ISBN 978-3-8365-3973-9

## Ausstellungen
- 2023/2024: Alice Springs. Retrospektive, Museum für Fotografie, Berlin, und Opelvillen, Rüsselsheim
- 2018: Alice Springs Portraits, Helmut Newton Foundation, Berlin[3]
- 2016: Alice Springs The MEP Show / Helmut Newton Yellow Press / Mart Engelen Portraits, Helmut Newton Foundation, Berlin
- 2015: Maison Européenne de la Photographie, Paris
- 2012: Maison Européenne de la Photographie, Paris; Galleria Carla Sozzani, Mailand
- 2011: Kestner-Gesellschaft, Hannover
- 2010: Retrospective, Helmut Newton Foundation, Berlin
- 2007: Snapshots Ramatuelle, Helmut Newton Foundation, Berlin
- 2005: June’s Darkroom, Helmut Newton Foundation, Berlin
- 1997: Victorian Arts Centre, Melbourne
- 1993: Arrêt sur l’Image Galerie, Bordeaux; Galerie am Alten Rathaus am Markt, Wittlich; Hochschule für Grafik und Buchkunst, Leipzig Foto-Forum, Bremen
- 1992: Shoshana Wayne Gallery, Los Angeles
- 1992: Gaby Fenne Galerie, Bonn
- 1991: Rheinisches Landesmuseum, Bonn
- 1990: Museo Contemporáneo, Mexiko-Stadt

## Filmografie
- 1989: Helmut Newton: Frames from the Edge
- 1995: Helmut by June